# Schwarzer See (Zickhusen)
Der Schwarzer See liegt direkt an der Bundesstraße 106 etwa in der Mitte der Strecke zwischen Schwerin und Wismar in Mecklenburg-Vorpommern nordwestlich des Drispether Moores.
Das polytroph eingestufte Gewässer hat eine beinahe dreieckige Grundform und befindet sich mehrheitlich auf Zickhusener Gemeindegebiet und zu kleinen Teilen auf dem Gebiet von Bad Kleinen. Am nördlichen und westlichen Ufer befinden sich Laubwälder mit zum Teil moorigen Untergründen, aus denen Gräben den See speisen. Am Südufer verläuft die Bahnstrecke Lübeck–Bad Kleinen.
Das Gebiet des Drispether Moores ist nach der Wiebekingschen Karte von 1786 komplett waldfrei gewesen. Der Schwarze See ist in der Karte als Moorkolk ausgewiesen.
Aufgrund des Besatzes mit Aalen, Barschen, Bleien, Hechten, Karpfen, Plötzen, Schleien und Zandern ist das Gewässer besonders bei Anglern beliebt.